# Al Unser
Pour les articles homonymes, voir Unser.
Alfred Unser, plus connu sous le nom d'Al Unser ou parfois Al Unser Sr. ou Big Al (depuis l'apparition de son fils en CART Series en 1983), né le 29 mai 1939 à Albuquerque (Nouveau-Mexique, États-Unis) et mort le 9 décembre 2021 à Chama (Nouveau-Mexique), est un ancien pilote automobile américain.
Il est l'un des quatre seuls pilotes de l'histoire (avec A. J. Foyt, Rick Mears et Hélio Castroneves) à avoir remporté les 500 Miles d'Indianapolis à quatre reprises (en 1970, 1971, 1978 et 1987, terminant encore 3e en 1992 à 53 ans), et le quatrième pilote sur cinq à avoir gagné deux saisons consécutivement l'Indy 500.

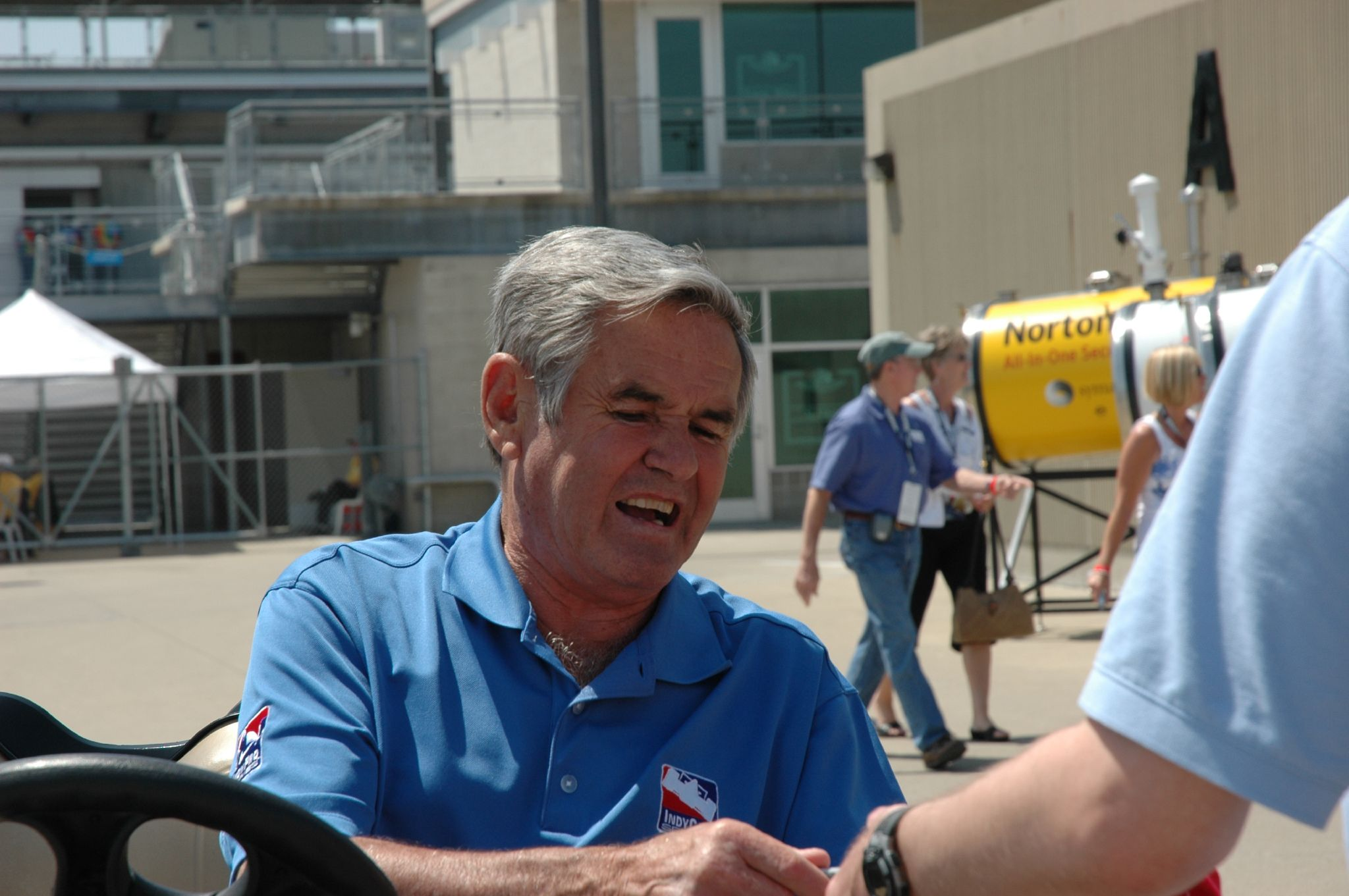
Al Unser en 2007.

## Biographie
Il est le plus jeune d'une fratrie de quatre garçons. Son frère aîné Jerry débuta à l'Indy 500 en 1958, mais décéda en course l'année suivante. Le cadet Bobby y débuta en 1963, et remporta l'épreuve en 1968, 1975 et 1981. Son propre fils Al Jr. fut le vainqueur 1992 et 1994.
Al Sr. débuta la compétition automobile en 1957, et termina 9e à sa première apparition dans l'Indy 500 en 1965, après une toute première course dans l'United States Auto Club Championship en 1964 au Tony Bettenhausen 200 (Milwaukee; puis une toute dernière apparition en course lors de l'Indy 1993).
Outre ses quatre victoires à l'Indy 500 (dont deux avec l'écurie Vel's Parnelli Jones Racing de l'ancien vainqueur Parnelli Jones), il a également dans l'épreuve:
- obtenu onze podiums;
- obtenu trois deuxièmes places;
- obtenu quatre troisièmes places;
- obtenu une pole position (pour cinq fois dans les trois premiers temps);
- terminé treize fois dans les cinq premiers;
- accompli 27 courses entre 1965 et 1993.

Il a remporté un total de huit courses de 500 miles en championnat, avec également des victoires à Pocono (1976 et 1978) et en Ontario (1977 et 1978).
Il a également participé à la Daytona 500 en 1968 et à quatre autres courses NASCAR (Winston Cup & Grand National), avec deux places de quatrième.
Au début de la saison 1987, il ne faisait pas partie de l'équipe Penske, mais il fut réintégré après l'accident de Danny Ongais pour conduire la nouvelle Penske PC16, dont le moteur Chevrolet-Ilmor peu fiable fut remplacé en toute hâte par l'ancien March-Cosworth, avant son quatrième Indy 500 victorieux. Il quitta définitivement l'écurie en 1990. En 1992, il remplaça Nelson Piquet alors accidenté pour le team Menard, terminant troisième de l'Indy 500 remporté par son fils, et donnant ainsi à Menard son meilleur classement dans cette course tout en assurant au moteur Buick Indy -qui parvenait pour la première fois au terme des 500 miles (800 kilomètres)- également son meilleur résultat à Indianapolis. En 1993 il a encore parcouru 15 tours en tête de course avec King Racing.
Il a annoncé sa retraite sportive le 17 mai 1994, après avoir échoué en qualification pour l'Indy 500 avec Arizona Motorsports.

## Titres

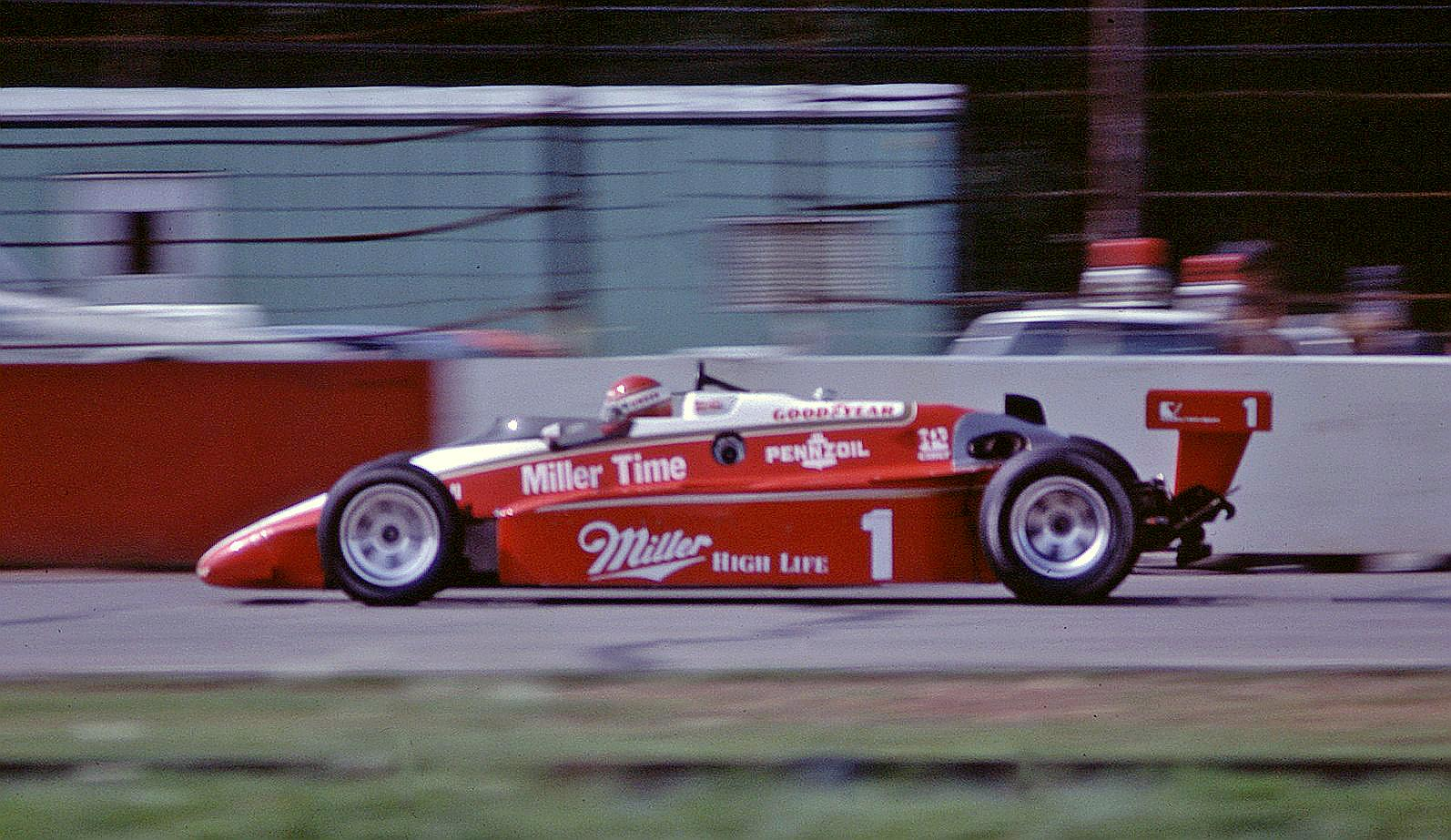
Al Unser en 1984 en ChampCar.

- American Championship car racing (débuts en 1964, 39 victoires entre 1969 et 1987 pour 97 podiums et 28 pole, arrêt en 1993 après 322 courses en ChampCar): 1970 (USAC National Championship, 10 victoires), puis 1983 et 1985 (CART Indy Car World Series, 1 victoire chaque saison, et devant son fils en 1985);
- USAC Gold Crown ChampionshipA: 1986-87;
- Rookie of the Year de l'USAC's Stock Car division: 1967;
- Vice-champion (3):
  - 2e American Championship car racing: 1969 (5 victoires);
  - 2e American Championship car racing: 1977 (1 victoires);
  - 2e American Championship car racing: 1978 (3 victoires);
- et:
  - 3e American Championship car racing: 1968 (5 victoires);
  - 4e American Championship car racing: 1971 (5 victoires);
  - 4e American Championship car racing: 1974 (1 victoires);
  - 4e American Championship car racing: 1976 (3 victoires);
  - 5e American Championship car racing: 1979 (1 victoires);
  - 13e American Championship car racing: 1973 (1 victoires);
  - 13e American Championship car racing: 1987 (1 victoires).
- vice-champion SCCA/USAC Formula 5000 1976 (victoire à Riverside)

## Victoires
USAC :
- 1964: Pikes Peak Auto Hill Climb (non comptabilisée en championnat);
- 1965 (1 victoire - 1 pole): Pikes Peak Auto Hill Climb;
- 1967 (0 - 1);
- 1968 (5 - 5): Nazareth 100, Indy 200 race 1 et 2 et Langhorne Twin 100 race 1 et 2;
- 1969 (5- 4): Tony Bettenhausen 200, Ted Horn Memorial, Golden State 100, Dan Gurney 200 race 2 et Bobby Ball 150;
- 1970 (10 victoires - 8 poles): Phoenix 150, International 500 Mile Sweepstakes, Indy 150, Tony Bettenhausen 100, Tony Bettenhausen 200, Ted Horn Memorial 100, Hoosier Hundred, Sedalia 100, Trenton 300 et Golden State 100;
- 1971 (5 - 1): Rafaela Indy 300 race 1 et 2 (Argentine), Phoenix 150, International 500 Mile Sweepstakes et Rex Mays Classic 150;
- 1973 (1 -0): Texas 200;
- 1974 (1 - 1): Norton 250;
- 1976 (3 - 1): Schaefer 500, Tony Bettenhausen 200 et Bobby Ball 150;
- 1977 (1 - 1): California 500;
- 1978 (3 - 1): International 500 Mile Sweepstakes, Schaefer 500 et California 500;
- 1980 (0 - 1);

CART (3 - 3) :
- 1979 (1-0); Miller High Life (XM Satellite Radio Indy/Phoenix 200);
- 1980 (0-2);
- 1983 (1 - 0): Budweiser Cleveland 500;
- 1985 (1 - 1): Dana 150 (Phoenix);

USAC (36 - 25) :
- 1987 (1 - 0): International 500 Mile Sweepstakes.

(nb pour Pikes Peak International Hill Climb: victoires absolues, plus tard regroupées en catégorie Open Wheel; 1964 sur Offenhauser, et 1965 sur Harrison-Ford)

## Autres victoires notables
- International Race of Champions (IROC) : 1978 (sur Chevrolet Camaro);
- CanAm à Laguna Seca : 1980;
- 24 heures de Daytona : 1985.

## Records
- Il est le coureur ayant accompli le plus de tours en tête à l'Indy 500: 644, battant le vieux record de Ralph DePalma (612 tours) lors du tout dernier tour de sa 4e victoire, puis en améliorant son score avec King Racing;
- Il est le plus vieux vainqueur de l'Indy 500: 47 ans en 1987 (5 jours seulement avant son 48e anniversaire; précédent pilote son propre frère Bobby);
- Il a accompli la seconde course la plus rapide de l'histoire de l'Indy 500 en 1978 -la meilleure étant alors en 1972-, jusqu'en 1982.

## Distinctions
- Motorsports Hall of Fame of America en 1991;
- International Motorsports Hall of Fame en 1998.

## Famille Unser
- Son oncle : Louis Jr. (en) (frère de son père Jerry Sr et neuf fois vainqueur du  Pikes Peak International Hill Climb, en 1934, 1936, 1937, 1938, 1939, 1941, 1946, 1947 et 1953, dont trois fois sur Stutz et 2 fois sur Maserati, en près de trente participations dont dix-neuf presque consécutives (hormis 1960) entre 1946 et 1965, à 69 ans[2] ;
- Son fils : Al Jr. ;
- Son petit-fils : Al III ;
- Ses deux frères : Jerry Jr. (l'aîné, mort en 1959), et Bobby (Sr) (le cadet, neuf fois vainqueur du  Pikes Peak International Hill Climb, en 1956, 1958, 1959, 1960, 1961, 1962, 1963, 1966 et 1968) ;
- Ses neveux : Johnny (fils de Jerry Jr.), et Robby (fils de Bobby (Sr), et vainqueur à 6 reprises dans 3 catégories entre 1988 et 2004 au Pikes Peak International Hill Climb).

## Galerie de photos

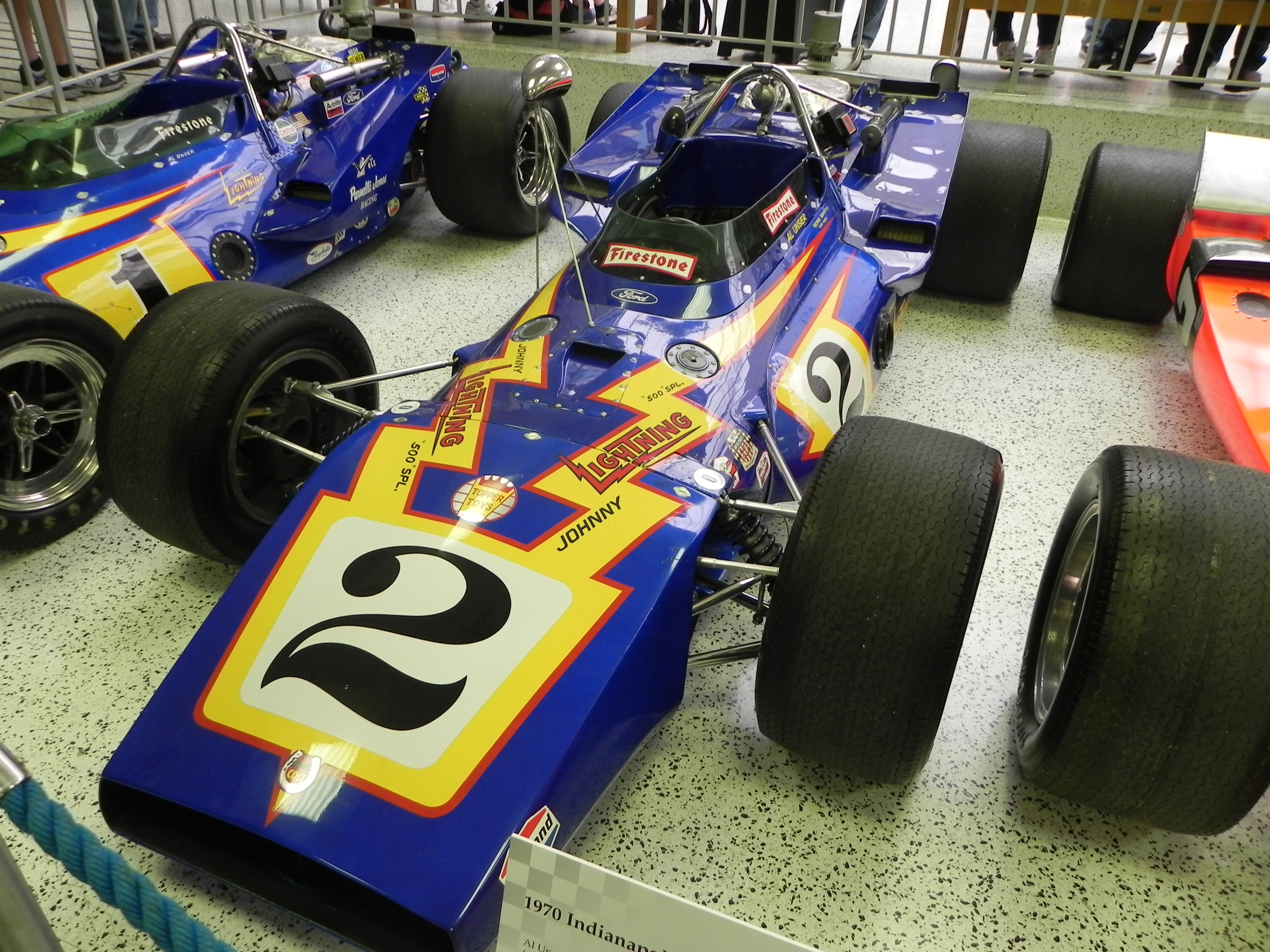
Indy 500 1970.
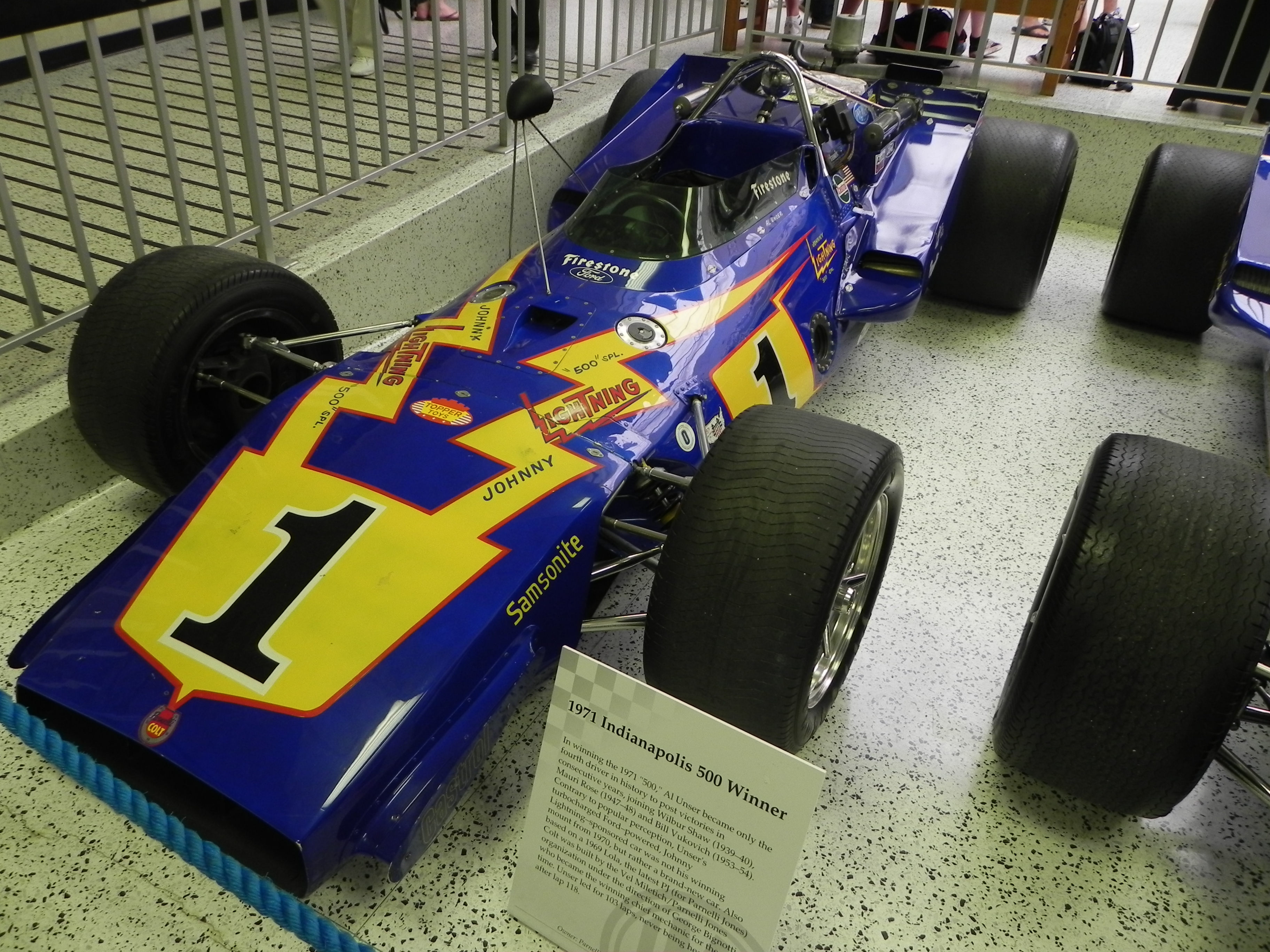
Indy 500 1971.
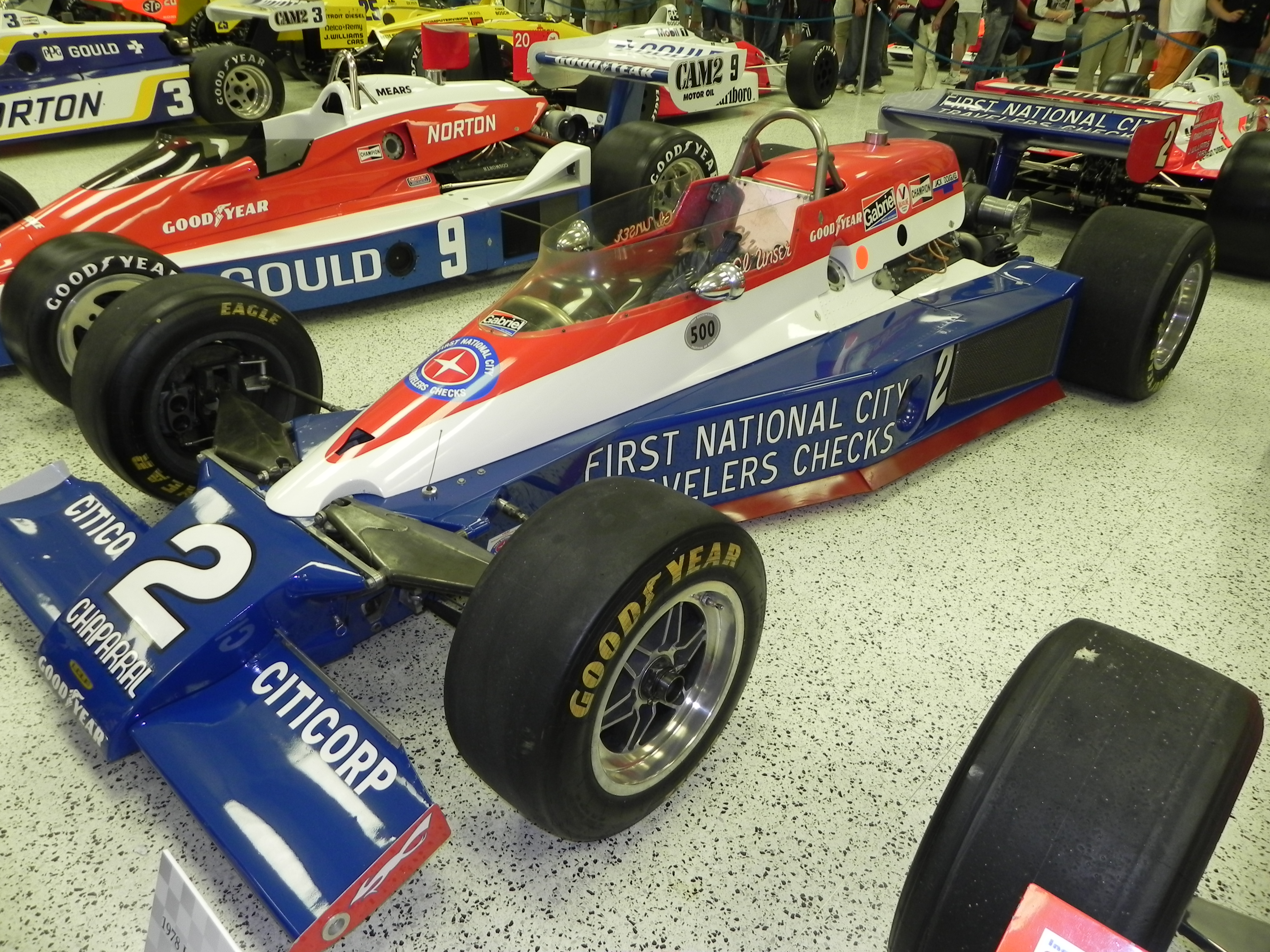
Indy 500 1978.
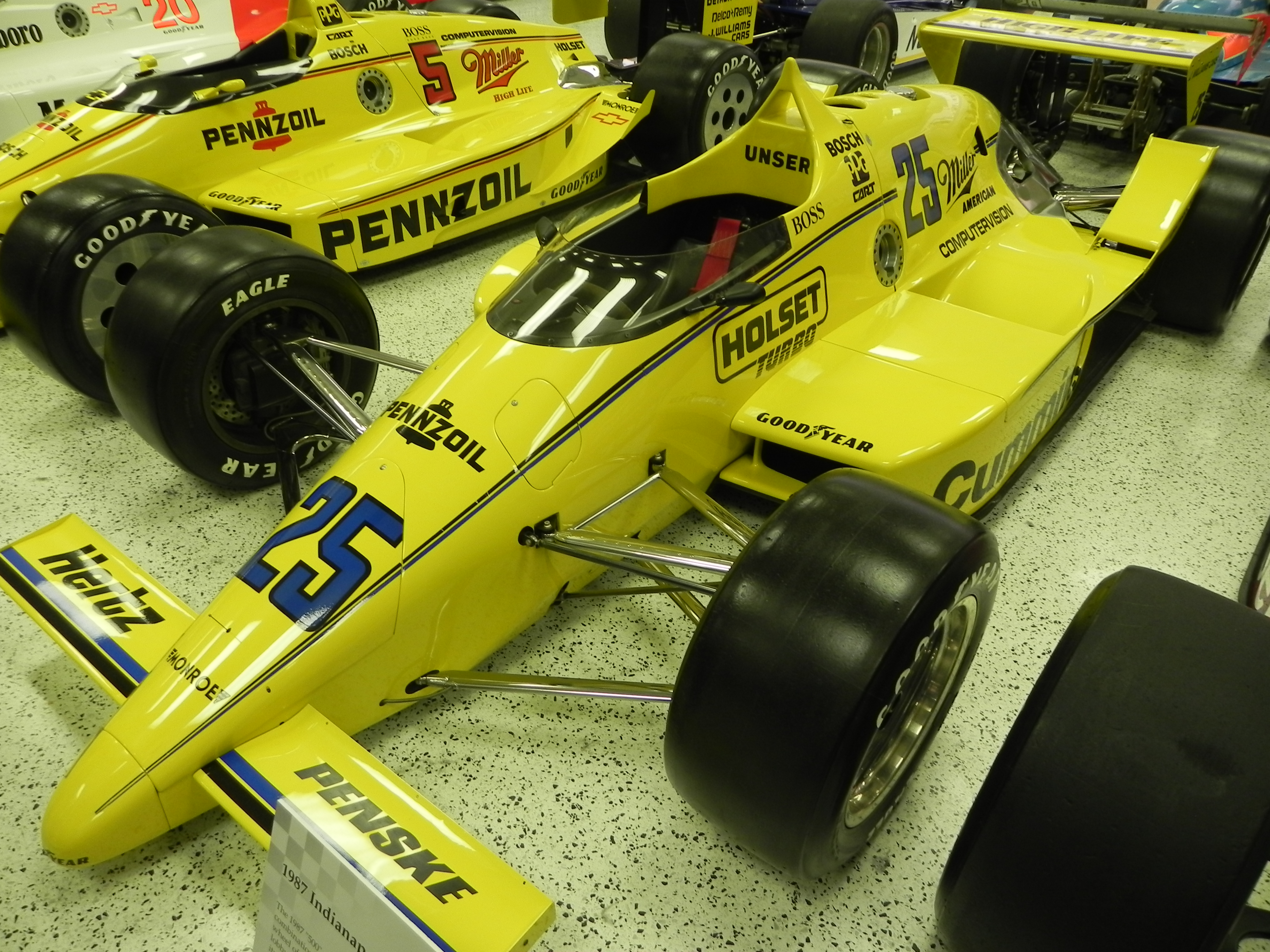
Indy 500 1987.